# Anomala insularis
Anomala insularis är en skalbaggsart som beskrevs av François Louis Nompar de Caumont de Laporte 1840. Anomala insularis ingår i släktet Anomala och familjen Rutelidae. Utöver nominatformen finns också underarten A. i. liamaigae.